# Empusa pennata
Az Empusa pennata a rovarok (Insecta) osztályának fogólábúak (Mantodea) rendjébe, ezen belül az Empusidae családjába tartozó faj.

## Előfordulása
Az Empusa pennata előfordulási területe Európa délnyugati és déli részei, Franciaországtól egészen Görögországig.

## Megjelenése
A rovar hossza 45-70 milliméter; kisebb, mint a közismertebb imádkozó sáska (Mantis religiosa).

## Életmódja
Sokféle élőhelyen megtalálható. A telet nimfaként vészeli át, emiatt késő nyáron egyaránt látható az imágó és a nimfa.

## Szaporodása
Körülbelül egy hónapos korban, azaz amikor a nőstény elérte az ivarérettséget, egy bizonyos szagot kezd árasztani, ami magához csalja a hímeket. Sok más imádkozó sáskától eltérően, ennek a fajnak a nőstényei nem eszik meg a hímeket.

## Források

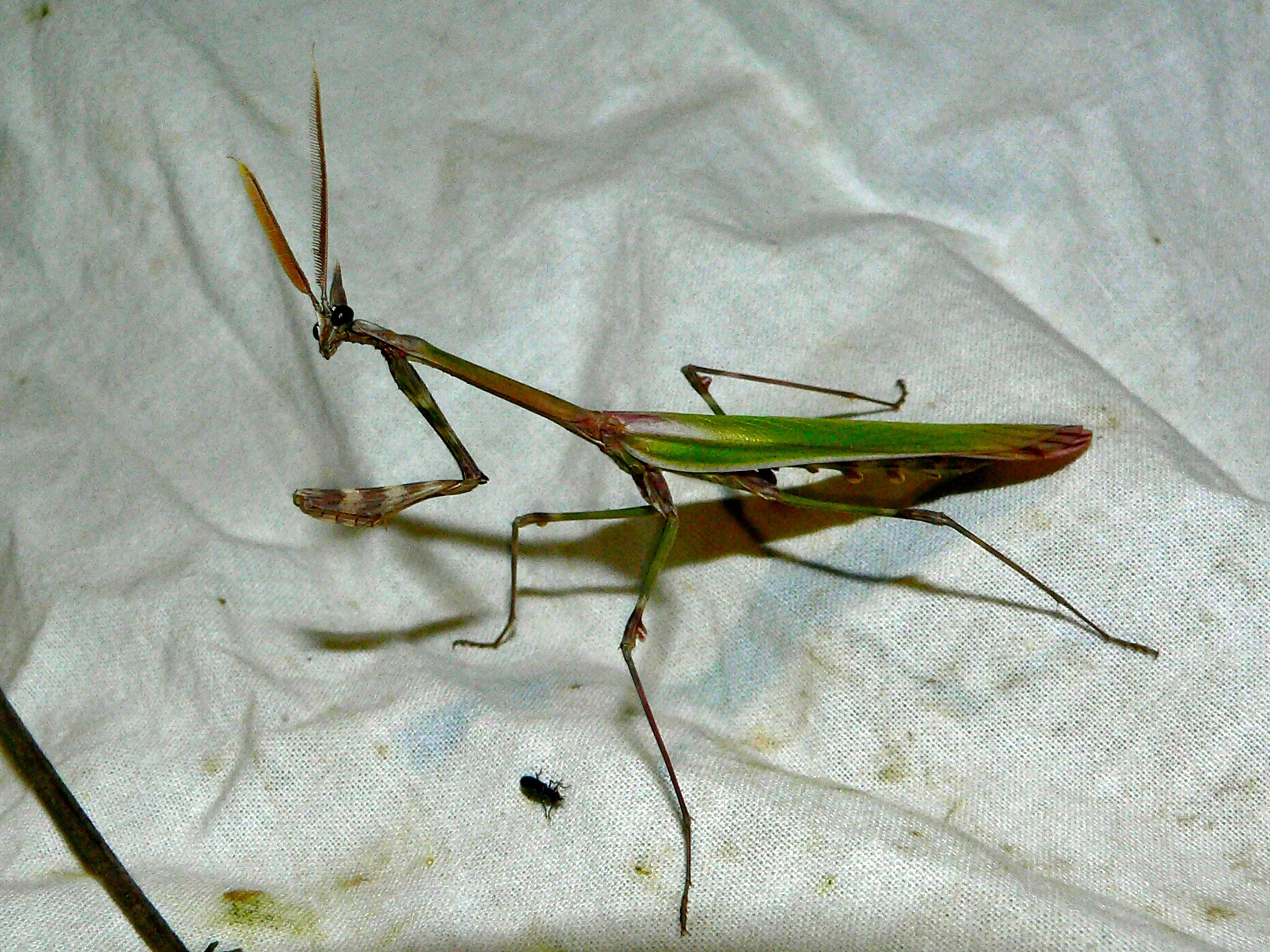
Hím példány